# 1999 CH60
1999 CH60 är en asteroid i huvudbältet som upptäcktes den 12 februari 1999 av LINEAR i Socorro County, New Mexico.
Asteroiden har en diameter på ungefär 7 kilometer och den tillhör asteroidgruppen Themis.